# Максимов, Леонид Александрович (пианист)
Леонид Александрович Максимов (3 [15] ноября 1873, Рязань — 1 [14] января 1904, Москва) — русский пианист и музыкальный педагог, ученик Александра Зилоти, публицист.

## Биография
Первоначально обучался у Н. С. Зверева в его музыкальном пансионе вместе с М. Л. Пресманом и С. В. Рахманиновым, затем продолжил музыкальное образование в Московской консерватории у А. И. Зилоти и П. А. Пабста (окончил в 1892 году). Затем два года концертировал по России, в 1894—1897 годах преподавал в музыкальных классах Русского музыкального общества в Астрахани, в 1897—1899 годах был директором музыкальных классов в Томске; в 1901 году стал профессором игры на фортепиано в музыкально-драматическом училище московского Филармонического Общества; с 1902 года стал сотрудничать в музыкальном отделе «Русского Слова» (подписывал статьи и рецензии псевдонимом Диноэль).